# Lerista planiventralis
Espèce
Synonymes
- Rhodona planiventralis Lucas & Frost, 1902

Lerista planiventralis est une espèce de sauriens de la famille des Scincidae.

## Répartition
Cette espèce est endémique d'Australie-Occidentale en Australie.

## Liste des sous-espèces
Selon The Reptile Database (8 octobre 2012) :
- Lerista planiventralis decora Storr, 1978
- Lerista planiventralis maryani Storr, 1991
- Lerista planiventralis planiventralis (Lucas & Frost, 1902)

## Publications originales
- Lucas & Frost, 1902 : Descriptions of some new lizards from Western Australia. Proceedings of The Royal Society of Victoria, vol. 15, p. 76-79 (texte intégral).
- Storr, 1978 : Taxonomic notes on the reptiles of the Shark Bay region, Western Australia. Records of the Western Australian Museum, vol. 6, no 3, p. 303-318 (texte intégral).
- Storr, 1991 : A New Subspecies Of Lerista Planiventralis (Lacertilia Scincidae) From Western Australia. Records of the Western Australian Museum, vol. 15, no 2, p. 483-485 (texte intégral).